# Derby stift
Derby stift (engelska: Diocese of Derby) är ett stift inom Engelska kyrkan, som i stort omfattar Derbyshire. Katedralen i Derby används som biskopssäte.

## Historik
Stiftet upprättades 1927 ur Lichfields stift, vilket i sin tur bildats 1884 ur Southwells stift.

### Fotnoter
1. ↑  ”History of the Diocese” (på engelska). Derby stift. http://www.derby.anglican.org/en/about-us/the-diocese/history-of-the-diocese.html?highlight=WzE5Mjdd. Läst 23 oktober 2015.